# Silicvă

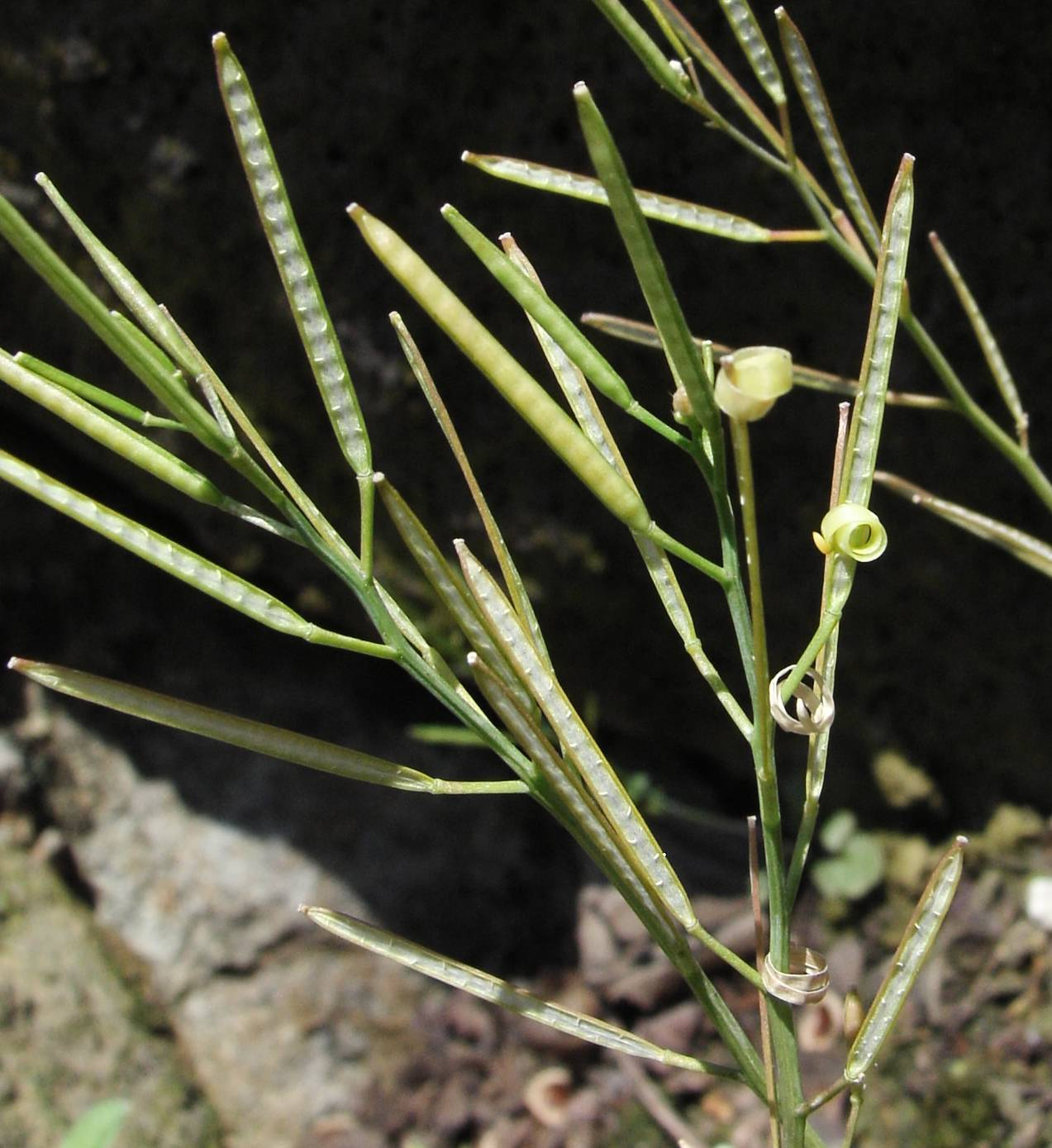
Silicve de Cardamine impatiens

O silicvă (plural silicve) este un tip de fruct (capsulă cu semințe) care are două carpele fuzionate, având lungimea mai mare de trei ori decât lățimea. Când lungimea este mai mică de trei ori lățimea fructului uscat, acesta este numit siliculă.  Pereții exteriori ai ovarului (valvele) se separă de obicei când fructul este copt, fiind apoi numiți dehiscent, și lăsând în urmă un perete persistent (replumul). Silicvele sunt prezente la multe specii din familia muștarului, Brassicaceae, dar unele specii au în schimb silicule. Unele specii strâns înrudite cu plantele care au silicve adevărate au fructe cu o structură similară care nu se deschid la maturitate; acestea sunt de obicei numite silicve indehiscente (comparați dehiscența).

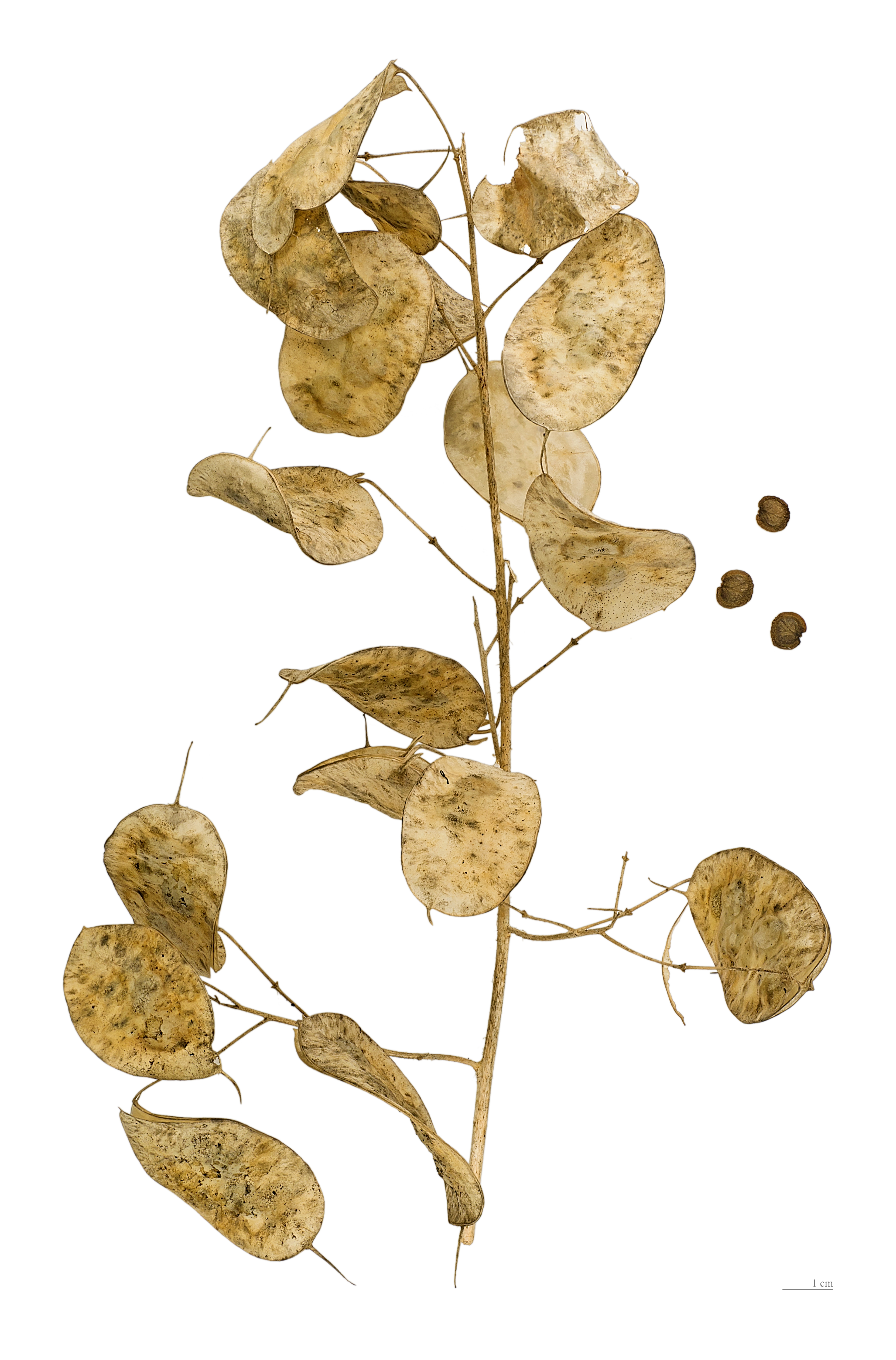
Silicule ale Lunaria annua⁠(d) – MHNT
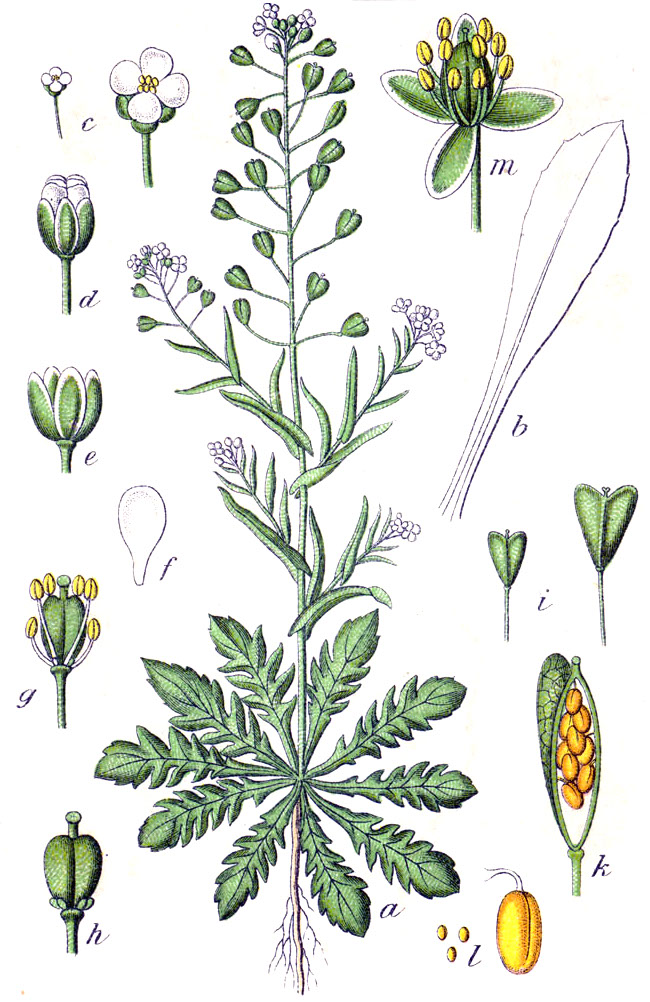
Capsella bursa-pastoris cu silicule
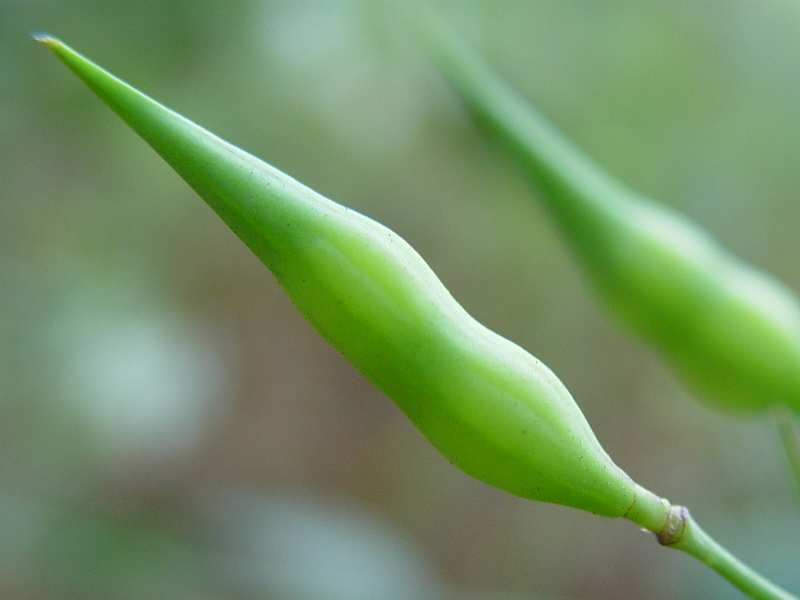
Silicve indehiscente ale Raphanus sativus
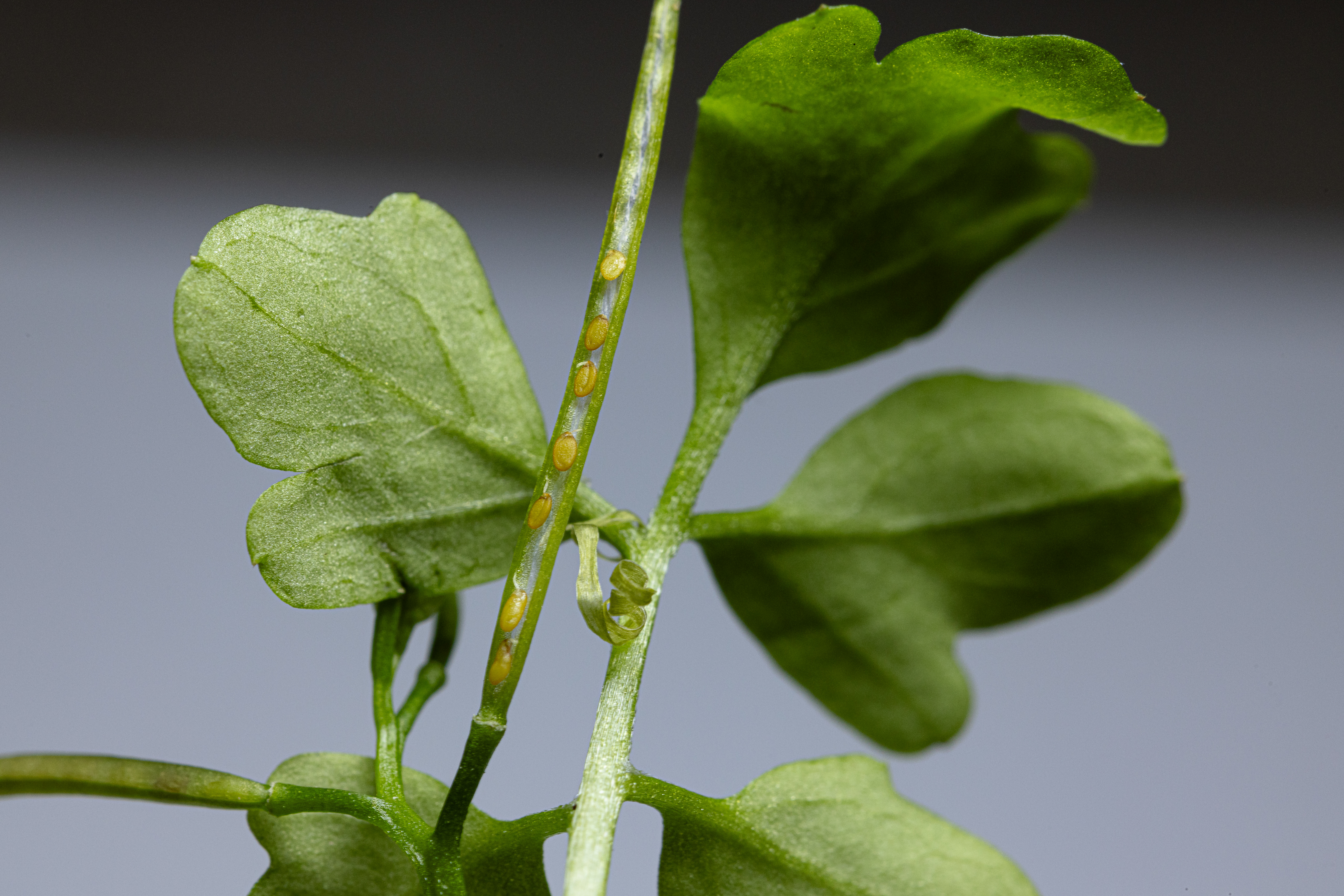
Silicve cu semnințe de Cardamine occulta